# Hérinnes (Brabant flamand)
Ne doit pas être confondu avec Hérinnes.
Hérinnes ou Hérinnes-lez-Enghien (Herne en néerlandais) est une ancienne commune néerlandophone de Belgique située en Région flamande dans la province du Brabant flamand. La commune fait partie de la région nommée Pajottenland. Elle fait aujourd'hui partie de la commune de Pajottegem.
En plus de Hérinnes, la commune est constituée depuis la fusion des communes de 1977 des sections de Saint-Pierre-Capelle et de Herfelingen. Dans cette dernière se trouve la célèbre laiterie belge Olympia. Hérinnes possède également un hameau (entre Herfelingen et Hérinnes) du nom de Coquiane (en néerlandais : Kokejane) possédant sa propre paroisse.

## Fusion de 2025 - Nouvelle commune de Pajottegem
À partir du 1er janvier 2025, Hérinnes fusionne avec les communes de Gammerages et de Gooik pour former la nouvelle commune de Pajottegem ,. (Décret du Gouvernement régional flamand du 19 avril 2024 publié le 24 mai 2024 ). Les habitants ont pu choisir entre plusieurs toponymes ("Glooiingen", "Heidemark", "Mooigem", "Pajottegem" et "Reinsberge"). La nouvelle entité compterait 25.000 habitants.

## Histoire
Le village est fort ancien : des villas romaines y ont été retrouvées.
En 1211, une charte est accordée par le seigneur d'Enghien aux habitants de la commune.
La région de Hérinnes fit partie tout un temps de l'Empire Carolingien jusqu'au XIe siècle. Après avoir fait partie du duché du Brabant, elle rejoignit le comté de Hainaut.
Hérinnes a dès 1795 fait partie du département français de la Dyle. En 1815, ce dernier devient la province du Brabant méridional.
Après l'annexion française des États de Belgique (1794), éclate l'insurrection de la Guerre des Paysans (1798), mécontents des lois anticatholiques de déchristianisation, des pillages, et de la conscription instaurées par la République française. Elle est écrasée par les républicains lors de divers combats décisifs livrés à Bornem, Diest, Mol et Hasselt, mais aussi à la chartreuse à Hérinnes, où sont morts 300 jeunes paysans rebelles présentés comme des brigands. En 2023, la commune commémore l'événement, avec une reconstitution historique.

## Héraldique
|  | La commune possède des armoiries qui lui ont été octroyées en 1988. Les armoiries sont divisées en dix parties égales d'argent et de noir, ce qui signifie que les surfaces ont la forme de bouts de tarte. Les pièces noires ont chacune trois croix, chaque bras étant également croisé. Les pieds des croix sont effilés. Au-dessus, un bouclier rouge sur lequel un homme est assis sur un bloc. Il a croisé sa jambe droite sur sa gauche. Il tient un bâton dans la main gauche et pointe l'index de la main droite. À gauche, pour le spectateur à droite, une étoile à sept branches est représentée et une pleine lune à sa droite. Tous les armements sur le bouclier du cœur sont de couleur or. Le blason actuel provient du blason de Saint-Pierre-Capelle, commune fusionnée pour former Hérinnes, avec la représentation des anciens sceaux de Hérinnes dans le blason central. Les premiers sceaux représentant un homme assis sur un bloc de pierre ont été utilisés par collège échevinal de Hérinnes en 1359. Les sceaux de 1492 et 1701 sont également connus. Les couleurs des sceaux sont inconnues, néanmoins il a été décidé de rendre les sceaux rouges avec une représentation dorée. En 1929, Saint-Pierre-Capelle reçut le blason des armoiries d'Enghien comme armoiries. Afin de distinguer les armoiries des armoiries comparables, Sint Pieter a été ajouté en tant que détenteur du bouclier. (Wapen van Herne) Blasonnement : Gironné de dix pièces d'argent et de sable, chaque giron de sable est chargé de trois petites croix croisées à la base pointue d'or ; bouclier du cœur : de gueules à un homme assis sur un bloc de pierre, les jambes croisées, le bras droit étendu et tenant dans la main gauche une tige, accompagnée en haut à droite d'une lune et à gauche d'une étoile scintillante à sept rayons, le tout en or. (Traduction libre) Source du blasonnement : Heraldy of the World. |

## Démographie

### Démographie: avant la fusion des communes de 1977
- Source : DGS recensements population.

### Démographie: commune fusionnée
En tenant compte des anciennes communes entraînées dans la fusion de communes de 1977, on peut dresser l'évolution suivante :
Les chiffres des années 1831 à 1970 tiennent compte des chiffres des anciennes communes fusionnées.
- Source : DGS, de 1831 à 1981 = recensements population ; à partir de 1990 = nombre d'habitants chaque 1er janvier.[9]

## Sections de la commune
| # | Section              | Superf. (km²) | Habitants (2020) | Habitants par km² | Code INS |
| - | -------------------- | ------------- | ---------------- | ----------------- | -------- |
| 1 | Hérinnes             | 21,84         | 4.124            | 189               | 23032A   |
| 2 | Herfelingen          | 11,25         | 1.136            | 101               | 23032B   |
| 3 | Saint-Pierre-Capelle | 11,57         | 1.439            | 124               | 23032C   |

### Localités
- Hérinnes: Coquiane (Kokejane)

## Curiosités
- Cloître chartreux (1314) à la rue Kapellestraat.
- Église Saint-Paul-et-Saint-Pierre (XIe et XIIe siècles) avec une construction de style gothique datant de 1928.
- Différentes petites chapelles visibles au travers des rues de la commune.
- Il reste encore trois moulins à eau situés sur la Marcq[11] : le Boesmolen (1219), le moulin de St. Waudru (Waltrudis) ou moulin de Hérinnes(1219) et le moulin de Nerom (1335). Sur plusieurs moulins les meuniers Orinx, une famille de meuniers notoires dans la région, étaient actifs.